# Смысл жизни
Смысл жи́зни, смысл бытия́ — философская и духовная проблема, имеющая отношение к определению конечной цели существования, предназначения человечества, человека как биологического вида, а также человека как индивидуума.
Вопрос о смысле жизни также может пониматься как субъективная оценка прожитой жизни и соответствия достигнутых результатов первоначальным намерениям, как понимание человеком содержания и направленности своей жизни, своего места в мире, как проблема воздействия человека на окружающую действительность и постановки человеком целей, выходящих за рамки его жизни. В этом случае подразумевается необходимость найти ответ на вопросы:
- «Что является целью жизни?» (либо наиболее общей целью жизни человека как такового)
- «Зачем (для чего, ради кого) жить?»[1]
- «В чём состоят жизненные ценности?»

Вопрос о смысле жизни — одна из традиционных проблем философии, теологии и художественной литературы, где она рассматривается преимущественно с точки зрения определения, в чём состоит наиболее достойный для человека смысл жизни.
Представления о смысле жизни складываются в процессе деятельности людей и зависят от их социального положения, содержания решаемых проблем, образа жизни, миропонимания, конкретной исторической ситуации. В благоприятных условиях человек может видеть смысл своей жизни в достижении счастья и благополучия; во враждебной среде существования жизнь может утратить для него свою ценность и смысл.
Вопросы о смысле жизни люди задавали и продолжают задавать, выдвигая соперничающие между собой гипотезы, философские, теологические и религиозные объяснения. Наука в состоянии ответить с определённой долей вероятности на конкретные вопросы типа «Как именно …?», «При каких условиях …?», «Что будет, если …?», в то время как вопросы типа «В чём (что является) цель (смысл) жизни?» остаются в рамках философии и теологии. Психологические причины возникновения подобных вопросов исследуются в психологии.

## Философское видение проблемы
Понятие смысла жизни имеется в любой развитой мировоззренческой системе, оправдывая и истолковывая свойственные этой системе моральные нормы и ценности, демонстрируя цели, оправдывающие предписываемую ими деятельность.
Социальное положение индивидов, групп, классов, их потребности и интересы, стремления и ожидания, принципы и нормы поведения определяет содержание массовых представлений о смысле жизни, которые при каждом общественном строе имеют специфический характер, хотя и обнаруживают известные моменты повторяемости. Подвергая теоретическому анализу представления массового сознания о смысле жизни, многие философы исходили из признания некой неизменной «человеческой природы», конструируя на этой основе некий идеал человека, в достижении которого и усматривался смысл жизни, основное назначение человеческой деятельности.
Великие философы — такие, как Сократ, Платон, Диоген, Декарт, Спиноза, и многие другие — обладали чёткими представлениями о том, какая жизнь «лучше всего» (а, следовательно, и более всего осмысленна) и, как правило, ассоциировали смысл жизни с понятием блага.

### Древняя Греция
Сократ считал, что назначение человеческого разума не в том, чтобы исследовать, что находится «в небесах и под землёю», а в том, чтобы исследовать природу добродетели с целью совершенствовать душу и строить жизнь на основе этического знания.
Древнегреческий философ и учёный-энциклопедист Аристотель полагал, что целью всех человеческих поступков является счастье (eudaimonia), которое состоит в осуществлении сущности человека. Для человека, сущность которого — душа, счастье состоит в мышлении и познании. Духовная работа, таким образом, имеет преимущество над физической. Научная деятельность и занятия искусством — это так называемые дианоэтические добродетели, которые достигаются через подчинение страстей разуму.
Эпикур и его последователи провозглашали целью человеческой жизни получение удовольствия, понимаемого не как чувственное наслаждение, а как избавление от физической боли, душевного беспокойства, страданий, страха смерти. Идеал — жизнь в «укромном месте», в тесном кругу друзей, неучастие в государственной жизни, отдалённое созерцание. Сами боги, по Эпикуру, — блаженные существа, не вмешивающиеся в дела земного мира.
Киники (Антисфен, Диоген Синопский) — представители одной из сократических школ греческой философии — считали конечной целью устремлений человека добродетель (счастье). По их учению, добродетель состоит в умении довольствоваться малым и избегать зла. Это умение делает человека независимым. Человек должен стать независимым от внешнего мира, который непостоянен и неподвластен ему, и стремиться к внутреннему покою. В то же время, независимость человека, к которой призывали киники, означала крайний индивидуализм, отрицание культуры, искусства, семьи, государства, имущества, науки и общественных установлений.
Согласно учению стоиков, целью человеческих устремлений должна быть нравственность, невозможная без истинного познания. Душа человека бессмертна, а добродетель состоит в жизни человека в согласии с природой и мировым разумом (логосом). Жизненный идеал стоиков — невозмутимость и спокойствие по отношению к внешним и внутренним раздражающим факторам.

### Средневековая Европа и Индия
У европейцев и индийцев, несмотря на культурные различия и географическую отдалённость друг от друга, представление о смысле жизни было очень похожим. Оно было связано с почитанием предков, следованием общераспространённым религиозным и мифическим идеалам и повторением социального статуса, полученного при рождении (Ванина Е. Ю. «Средневековое мышление. Индийский вариант», 2007): 

«Средневековая мысль считала главной целью человеческой жизни абсолютное воплощение сословных ценностей, максимальное повторение образа жизни предков или особо почитаемых данной группой героев, поэтому, как только подобное совершенство было достигнуто, зачастую ещё в первые годы жизни, дальнейшая эволюция человеческого характера от одной возрастной группы к другой и внутри них лишалась смысла, а потому не осознавалась и не фиксировалась».

### Иррационализм
Немецкий философ XIX века Артур Шопенгауэр определил жизнь человека как проявление некой мировой воли: людям кажется, что они поступают по собственному желанию, но на самом деле ими движет чужая воля. Будучи бессознательной, мировая воля абсолютно безразлична к своим творениям — людям, которые брошены ею на произвол случайно складывающихся обстоятельств. Согласно Шопенгауэру, жизнь — это ад, в котором глупец гонится за наслаждениями и приходит к разочарованию, а мудрец, наоборот, старается избегать бед через самоограничение — мудро живущий человек осознаёт неизбежность бедствий, а потому обуздывает свои страсти и ставит предел своим желаниям. Жизнь человека, по Шопенгауэру, — это постоянная борьба со смертью, непрестанное страдание, причём все усилия освободиться от страданий приводят лишь к тому, что одно страдание заменяется другим, тогда как удовлетворение основных жизненных потребностей оборачивается лишь пресыщением и скукой.
В поисках смысла человек и создает различные религии и философии, чтобы сделать жизнь выносимой. А. Шопенгауэр полагает, что человечество уже изобрело средство спасения от отсутствия смысла — иллюзии, придумывание занятий.

### Экзистенциализм
О смысле жизни писали многие философы-экзистенциалисты XX века — Альбер Камю («Миф о Сизифе»), Жан-Поль Сартр («Тошнота»), Мартин Хайдеггер («Разговор на просёлочной дороге»), Карл Ясперс («Смысл и назначение истории»).
Предтеча экзистенциализма, датский философ XIX века Сёрен Обю Кьеркегор утверждал, что жизнь полна абсурда и человек должен создавать свои собственные ценности в равнодушном мире.
По словам Жан-Поля Сартра, «существование предшествует сущности», «человек, прежде всего, существует, наталкивается на себя, чувствует себя в мире, а затем определяет себя. Нет никакой человеческой природы, поскольку нет никакого Бога, чтобы иметь её замысел» — следовательно, нет никакой предопределённой человеческой природы или первичной оценки, кроме той, что человек привносит в мир; люди могут быть оценены или определены по их действиям и выборам — «жизнь до того, как мы её проживём, — ничто, но это от вас зависит придать ей смысл».

### Нигилистские взгляды
Фридрих Ницше характеризовал нигилизм как опорожнение мира и особенно человеческого существования от смысла, цели, постижимой истины или существенной ценности. Термин «нигилизм» происходит от лат. «nihil», что означает «ничего». Ницше описывал христианство как нигилистическую религию, поскольку она удаляет смысл из земной жизни, концентрируясь взамен на предполагаемой потусторонней жизни. Он также видел нигилизм как естественный результат идеи «смерти Бога» и настойчиво утверждал, что эта идея была тем, что должно быть преодолено, возвращая смысл на Землю. Ф. Ницше также считал, что смыслом жизни является подготовка Земли к появлению сверхчеловека: «Человек — это канат, натянутый между обезьяной и сверхчеловеком», — что имеет определённые общие черты с мнением трансгуманистов о постчеловеке, человеке будущего.
Нигилизм, доведённый до крайнего состояния, превращается в прагматизм, отрицание того, что неполезно и нерационально по отношению к собственному организму, служащее удовлетворению основных нужд человека; в признание того, что лучшее, что можно сделать в этой жизни — получить от неё удовольствие.

### Позитивистские взгляды
Что касается смысла жизни, Людвиг Витгенштейн и другие логические позитивисты скажут: выраженный через язык, вопрос бессмыслен. Потому что «смысл X» — это элементарное выражение (term), которое «в» жизни обозначает что-то относительно последствий X, или важности X, или что-то, что должно быть сообщено об X, и т. д. Поэтому когда «жизнь» используется как «X» в выражении «смысл X», утверждение становится рекурсивным и, следовательно, бессмысленным.
Другими словами, вещи в личной жизни могут иметь смысл (важность), но сама жизнь не имеет никакого смысла, отличного от этих вещей. В этом контексте говорится, что чья-то персональная жизнь имеет смысл (важна для самой себя или других) в форме событий, случающихся на протяжении всей этой жизни, и результатов этой жизни, в терминах достижений, наследства, семьи и т. д. Но говорить, что сама жизнь имеет смысл, — это неправильно употреблять язык, так как любое замечание о важности или значении уместно только «в» жизни (для тех, кто проживает её), такое употребление языка делает утверждение ошибочным. Язык может обеспечить осмысленный ответ, только если он ссылается на области «внутри» области жизни. Но это невозможно, когда вопрос выходит за границы области, в которой язык существует, нарушая контекстные ограничения языка. Таким образом, вопрос разрушается. И ответ на неправильный вопрос является неправильным или неадекватным ответом. (См. Ответ на главный вопрос жизни, вселенной и всего такого.)
Другие философы обращались к попыткам открыть, что является осмысленным в жизни, изучая присущее ей сознание. Но когда такие философы пытались найти глобальное определение «смысла жизни» для человечества, им не удалось найти согласования с лингвистической моделью Витгенштейна.

### Прагматический подход
Философы-прагматисты полагают, что вместо поисков истины о жизни мы должны искать полезное понимание жизни. Уильям Джеймс утверждал, что истина может быть создана, но не найдена. Таким образом, смысл жизни — это вера в цель жизни, которая не противоречит чьему-либо опыту содержательной жизни. Грубо говоря, это могло бы звучать как: «Смыслом жизни являются те цели, которые заставляют вас ценить её». Для прагматика смысл жизни, вашей жизни, может быть открыт только через опыт.
На практике это означает, что для прагматиков теоретические требования должны быть завязаны на практику верификации, то есть необходимо уметь делать предсказания и проверять их, и что, в конце концов, потребности человечества должны направлять человеческие исследования.

### Марксизм-ленинизм
Марксистско-ленинская философия утверждала, что по вопросу о смысле жизни шла и продолжает идти острая борьба между материализмом и идеализмом, марксистско-ленинским мировоззрением и буржуазной философией. Марксистская этика исходит из социально-исторического понимания сущности человека, определяемой суммой производительных сил, наличной технологией, с одной стороны, и наличными общественными отношениями — с другой. Сущность человека не вносится в него сверхъестественным образом, а самодетерминируется: человек есть то, что из себя делает. В этом постоянном самоизменении в ходе творческой предметной и духовной деятельности по преобразованию мира и следует искать назначение или смысл жизни человека. В социалистическом обществе человек усматривает назначение и смысл своей жизнедеятельности в борьбе за торжество коммунистических идеалов, черпая в этом высшую удовлетворенность жизнью.

## Научный подход

### Системный анализ
С точки зрения системного анализа все цели, рассматриваемые как смысл жизни, образуют множество всех возможных целей. Эти цели можно сравнивать между собой, что даёт нам возможность ранжировать все цели в последовательность. Цель, которая будет иметь наибольший вес, может претендовать на звание истинного смысла жизни.
На практике результатом такого моделирования является теория о том, что смысл жизни заключается в замедлении скорости роста энтропии. То есть если с ростом энтропии во Вселенной рано или поздно исчезнет жизнь, то смыслом являются действия по отсрочке этого момента или, как утопия, полное предотвращение исчезновения жизни.

### Социологические опросы
Согласно опросу общественного мнения, подавляющее большинство россиян называли следующие цели в жизни:
1. создание хорошей семьи (94 %),
2. воспитание детей и обеспечение их будущего (95 %),
3. поддержание и улучшение здоровья (95 %),
4. жить в согласии с совестью (90 %),
5. иметь хороших друзей (89 %).

### Индивидуальное и общественное в психологии
В конце XIX — начале XX века австрийский психолог, психиатр и мыслитель Альфред Адлер писал: 

«С медицинской точки зрения, все органы развиваются в направлении конечной цели … Развитие души аналогично развитию органической жизни. У каждого человека есть концепция цели или идеал, необходимый для того, чтобы добиваться больше того, что возможно для него в актуальной жизненной ситуации… Без ощущения цели деятельность индивида не имела бы никакого смысла»— Адлер А. «Наука жить»
При этом он придерживался идеи, что истинные смыслы жизни — общие, те, которые другие люди могут разделять и принимать для себя. Смысл возможен лишь в коммуникации: слово, которое означает что-то лишь для одного человека, было бы лишено смысла. То же относится к целям и действиям; их единственный смысл — смысл для других.
Позже понимание смысла жизни в науке начало сдвигаться в сторону большей индивидуализации. Так, американский психолог Карл Роджерс, один из создателей и лидеров гуманистической психологии, в книге «Теория личности» говорит уже о сугубо индивидуальном характере смыслов жизни. По его утверждению, каждый индивид существует в постоянно изменяющемся мире переживаний, центром которого он является, и только небольшая часть личного мира индивида переживается сознательно.

«Важная истина относительно личного мира индивида состоит в том, что подлинный и полный смысл его может знать только сам индивид… только сам индивид может знать, как он воспринимает то или иное своё переживание. Я никогда не могу со всей очевидностью и полнотой знать, как вы воспринимаете булавочный укол или свой провал на экзамене. Для каждого человека мир его переживаний является в самом прямом смысле индивидуальным, личным миром».— Роджерс К. «Теория личности»
Тему смысла жизни тщательно исследовал австрийский психиатр, психолог и невролог Виктор Франкл. Франкл утверждает понимание смысла жизни не как всеобщего, а как индивидуального, разительно различающегося не только от человека к человеку, но и в разные периоды жизни индивида. Поиск каждым человеком смысла является главной силой его жизни, а не «вторичной рационализацией» инстинктивных влечений. Смысл уникален и специфичен потому, что он должен быть и может быть осуществлён только этим человеком и только тогда, когда он достигает понимания того, что могло бы удовлетворить его собственную потребность в смысле. Стремление к поиску и реализации человеком смысла своей жизни в современном понимании — это врождённая мотивационная тенденция, присущая всем людям и являющаяся основным двигателем поведения и развития личности. На проблеме потери смысла жизни, которую сам учёный называл экзистенциальным вакуумом, основана его психиатрическая школа логотерапии.
Ряд новейших исследований показал: люди, старающиеся жить со смыслом, чаще сохраняют живость ума в старости, здоровее психически и даже живут дольше, чем те, чья цель — получение удовольствий. Дэвид Беннет из Медицинского центра университета Раша (Чикаго) и его коллеги, изучив 950 человек, которым в среднем было по 80 лет, отмечают: «Те, кто считал свою жизнь более осмысленной, также реже испытывали трудности при самообслуживании в быту и передвижении. А смертность за пятилетний период была среди них намного ниже — примерно на 58 % — чем у тех, кто не имел особых целей в жизни».

## Религиозные подходы и теории
Большинство религий охватывают и выражают определённые понятия о смысле жизни, предлагая метафизические причины для объяснения того, почему существуют люди и все другие организмы.
Ответ на вопрос о смысле жизни в конкретной религии, в первую очередь, определяется её представлением о Боге. По мнению Ю. А. Шрейдера, пантеистические религии отождествляют Бога с законами (дхарма), имманентно присущими материальному миру и управляющими всем происходящим, поэтому смысл (значение) жизни человека в пантеистических религиях определяется через его конкретные цели (смыслы). Это приводит к движению целей по кругу: законы (дхарма), определяющие цели бытия, сами являются частью мира и его целей, что ведёт к страданию человека от бесконечности цепочки смыслов и потребности стать нечувствительным к этому.[нейтральность?] В монотеистических религиях проводится сущностное различие между Богом как Творцом и миром как его творением, поэтому различаются между собой цель (желательное состояние) и смысл (значение существования) человека. Это приводит либо к тому, что конец вопрошания всегда заканчивается в Боге, либо усматривается в восстановлении утраченного единения человека с Богом в результате акта грехопадения.

### Иудаизм
В рамках иудейской философии представлены различные варианты осмысления жизни: 1) познание Бога (Втор. 4:39; Пс. 100:3); 2) любовь к Богу (Втор. 6:5); 3) праведная жизнь, соблюдение заповедей (Пр. 13:25).
Раввин Шимшон Рефаэль Гирш в своих письмах пишет, что назначение человека — это исполнение воли Бога — управление миром в соответствии с Торой. Посредством Торы Бог уберегает человека от опасностей гордости, предвзятости и наслаждения материальным миром (письмо 5-е). Назначение Израиля (еврейского народа) — доказать всем остальным народам на своём примере (то есть исполнением Торы), что истинное назначение человечества — это служение единому Богу (письмо 7-е). Лучшая же форма служения Богу — это служение сердца, то есть воспитание в себе посредством изучения Торы уважения к ближнему (любви и праведности), замена злого на доброе. Совершенствуя себя, человек проявляет свою любовь к Богу, осуществляет достойное служение Ему (письма 13-14).
Седьмой Любавичский ребе (рабби) Менахем-Мендел Шнеерсон в одном из писем указывает, что изучение Торы и постижение смысла её заповедей — это обязанность, приготовленная для каждого иудея. Тора — это одновременно путь жизни (действие) и ключ к её пониманию (знание, которое направляет действие). В ней чётко указан смысл человеческой жизни: жить в соответствии с Торой, исполняя её предписания (мицвот-ассе) и соблюдая её запреты (мицвот-ло-таасе). Постоянно соблюдать все заповеди (613 мицвот) трудно, но необходимо для избавления от темноты материального мира, которая делает жизнь бесцельной, наполняет её страхом и неуверенностью, обесценивает добрые дела. Исполнять Тору означает быть свободным от всего этого, иметь жизнь, наполненную смыслом, нести свет и гармонию знания-действия в этот мир, делать со своей стороны шаг навстречу к Богу.

### Христианство
В христианстве представление о смысле жизни отличается от иудейского представлением о Мессии (Иисусе Христе) как ипостаси Бога и Богочеловеке.

#### Православное христианство
Согласно православному «Закону Божьему» существование человека на Земле имеет глубокий смысл, великое назначение и высокую цель. Они определяются природой человека, сотворённой по образу и подобию Бога, то есть имеющей разум, свободную волю и бессмертную душу. Поэтому смысл человеческой жизни заключается в уподоблении Богу, назначение — в наследовании вечной блаженной жизни с Богом, цель — в познании Бога.
Согласно учению православных святых (свв. Афанасия Великого, Григория Богослова, Григория Нисского, Максима Исповедника, Серафима Саровского и др.), смысл жизни православного христианина заключается в обожении — приобщении человека к воплощённому Богу, уподоблении Богу посредством стяжания Св. Духа. Для христиан это возможно благодаря боговоплощению, которое, как отмечает св. Афанасий Великий, привело к обновлению людей: возвращению их к познанию Бога и возвращению им надежды на вечную жизнь с Богом. Это выражено в формуле святых отцов: «Бог стал Человеком, чтобы человек стал богом». В связи с этим в православии важное значение придаётся Преображению и Вознесению Иисуса Христа, как событиям, демонстрирующим обожение человеческой природы и обещающим воссоединение людей с Богом.
Как отмечает православный богослов Георгий (Капсанис), большое значение для реализации смысла жизни православных христиан имеет церковь. Она — место обожения. Совершаемые в ней таинства, молитвы, литургия, чтения Евангелия, проповеди имеют своей целью обожение и подготовку к будущей, вечной жизни с Богом.
Если же делать акцент не на природе человека на момент творения, а на его грехопадении и падшем состоянии, то смысл жизни может быть определён в православном богословии как восстановление благодатного союза с Богом. Так формулирует смысл жизни, к примеру, кандидат богословия, иеромонах Тихон (Иршенко). Такая формулировка сближает православное представление о смысле жизни с католическим и протестантским.
Однако патриарх Сергий (Страгородский) в своей магистерской диссертации отстаивает позицию, что католическое и протестантское богословие дают смыслу жизни юридическое (правовое) толкование, в то время как православное — стоит на позициях нравственного. Первое акцентирует своё внимание на акте искупления человека Иисусом Христом (то есть на справедливости Бога), второе — на соучастии («дерзновении») человека, следующего за Христом, в процессе спасения (то есть на любви и милости Бога).
Патриарх Кирилл в декабре 2013 года в рамках спецпроекта газеты «Аргументы и факты» «100 главных вопросов России» следующим образом сформулировал свой вариант ответа на вопрос о смысле жизни: «Бог предопределил мир к безграничному развитию и совершенствованию. Каждый из нас должен быть соработником Богу в этом великом деле… Соработничество Богу — вот смысл жизни. В первую очередь это совершенствование самого себя — умственное, духовное, физическое».

### Гностические секты
Гностики отрицали телесность Христа. Они пренебрегали всем телесным, считая его злом по определению. Смысл жизни в разных сектах гностиков мог формулироваться по-разному (или не формулироваться совсем), но в большинстве своём они видели смысл в том, чтобы осколок «высшей реальности» — душу — вызволить из «темницы» этого мира. Разобраться во многих из их религиозно-философских представлений сложно в связи с запутанностью их теогонии излишними эманациями, а учения — «тайными знаниями».

### Ислам
Ислам подразумевает особое отношение между человеком и Богом — «вручение себя Богу», «покорность Богу»; последователи ислама — мусульмане, то есть «преданные». Смысл жизни мусульманина состоит в том, чтобы поклоняться Всевышнему: «Я ведь создал джиннов и людей только, чтобы они Мне поклонялись».

### Индуизм
Известный немецкий и английский индолог Фридрих Макс Мюллер рассматривая учение шести основных ортодоксальных философских систем (даршан) Индии: Санкхья и Йога, Ньяя и Вайшешика, Пурва-миманса и Уттара-миманса, указывает на их сходство в главном: все они считают главной целью спасение, достижение высшего блаженства, какое только возможно для человека. Однако из-за разного понимания природы и причин страдания, препятствующего блаженству, каждая из этих школ по-разному определяет характер высшего блага и пути его достижения:
1."Система Джаймини" (Пурва-миманса) акцентирует внимание человека на его делах (карма), на их мотиве и правильном совершении. Считает, что только дела, совершенные без всякого желания вознаграждения (то есть бескорыстно), являются спасающими как на земле, так и на небесах.
2. Бадараяна (Веданта) видит истинное спасение (мокшу) в познании Брахмана, который признается невидимым и недоступным для обыкновенных способностей человеческого ума. Однако Брахман познаваем при посредстве откровения (Вед), а познание Брахмана равнозначно отождествлению с ним: Веданта формулирует принцип «Brahmavid Brahma eva bhavati» («тот, кто знает Брахмана, есть сам Брахман»). Осуществление же этого тождества означает осуществление всех своих желаний и прекращение всех страданий (духкханта). Из рассмотренных М. Мюллером даршан, Веданту он считает единственной философской системой, которая признает спасение обусловливаемым знанием Брахмана и это знание немедленно производит признание себя как действительного Брахмана.
3. «Философия Капилы» (Санкхья) называет высшее блаженство термином «кайвалья» (одиночество). Поскольку Капила считает причиной страдания отождествление духов с чисто объективным или вещественным, то путь к «кайвалья» видится ему в ясном различении между духом и материей, между субъектом и объектом, между пурушей и пракрити. Остановка увлечения иллюзиями и прохождением препятствий возвращает пуруше её единство, уединенность, независимость и исходящее от неё самой совершенное блаженство.
4. «Философия Йоги» также именует совершенную свободу термином «кайвалья», но делает акцент на созерцании и самососредоточении (самадхи) как на способах достижения этого. Поэтому она настаивает на некоторых духовных упражнениях, при посредстве которых душа может достигать и сохранять мир и спокойствие, а значит, освободиться от иллюзий и страданий жизни. Важным моментом также является и преданность Духу (Брахману), высшему среди всех других духов.
5. «Вайшешика» считает главным путём для человека познание истины: устранение ложного знания автоматически должно привести к блаженству (апаварга). Истина же заключается в познании шести или семи категорий, постулируемых Канадой.
6. «Философия логики Готамы» (Ньяя) считает, что для состояния совершенной свободы (апаварга) характерны отречение от всех наслаждений этой жизни и неприятие наград в жизни будущей или равнодушие к ним, то есть такое же бытие, в котором, пребывает сам Брахман — без страха, без желания, без падений и без смерти. Готама также называет это состояние «нихшреясой» (буквально «то, лучше чего ничего нет», «non plus ultra»). Путь к нему — правильное знание, которое может быть получено при посредстве ясного понимания шестнадцати предметов, обсуждаемых Готамой. М. Мюллер также подчеркивал сходство ньяи и вайшешики: обе системы не признают ничего невидимого или трансцендентального (авьякта), соответствующего Брахману или пракрити: они довольствуются учением, что душа отлична от тела и полагают, что если оставить веру в тело как наше собственное, то человеческие страдания как приходящие всегда при посредстве тела, прекратятся сами собой.

### Буддизм
Согласно учению Будды, доминирующим, неотъемлемым свойством жизни каждого живого существа является страдание (дукха), а смысл и высшая цель жизни состоит в прекращении страдания.
Источником страдания являются желания. Прекратить страдание считается возможным только по достижении особого принципиально невыразимого состояния — нирваны — состояния полного отсутствия желаний, а значит и отсутствия страдания.
С точки зрения буддизма южной традиции (Тхеравада), смысл жизни состоит в изучении собственного сознания, повышении степени осознанности, достижении естественного состояния ума и, в конечном итоге, в полном прекращении бытия в обычном понимании этого слова (то есть достижении нирваны).
Буддизм северной традиции (Махаяна) полагает свою мотивацию более возвышенной по сравнению с прочими традициями. Обеты Махаяны обязуют практикующего не уходить в нирвану, пока все существа не достигнут просветления. Также именно в Махаяне наличествует представление о том, что просветления можно достичь не только за счёт практики, но и путём праведной жизни в миру.
Некоторые школы тибетского буддизма определяют себя как самостоятельное направление; это течение его последователи называют Ваджраяной. Несмотря на различие в некоторых формальных моментах, принципиально формулировка цели существования в Ваджраяне неотличима от принятой в Махаяне.

### Конфуцианство
По Конфуцию, главной целью человеческого существования является созидание идеального, совершенного общества — «Поднебесной империи», что позволяет достигнуть гармонии между людьми и Небом. Этой цели подчинено всё остальное. Человек рассматривается как часть единого общества, обладающая своими конкретными обязанностями, часть единого механизма, в котором интересы общества являются приоритетными. Исполнить своё предназначение человек может лишь через самосовершенствование.
Человеческая природа в своей сущности непорочна, но у каждого человека есть свобода выбора — он может стать «благородным» или «низким» человеком. Благородный человек ставит своей целью самосовершенствование через постижение высшей добродетели, сочетающей в себе самоуважение и человеколюбие (гуманность). Сама добродетель есть нечто свойственное человеку, а поэтому достаточно следовать указаниям своей природы, чтобы идти по верному пути. Поведение, ведущее к достижению благородства, подразумевает прежде всего умеренность, выбор «среднего пути», стремление избежать крайностей. Крайне важно поддержание внутрисемейных связей, следование многочисленным ритуалам и традициям, образование и культура.

### Даосизм
Основатель Даосизма Лао-цзы, в отличие от Конфуция, призывал не вмешиваться в процесс жизни, не заниматься её обустройством, улучшением, исправлением. По Лао-цзы, всё сущее должно быть предоставлено самому себе, а человек должен придерживаться принципа «недеяния» (wú wéi 無爲). Это не бездействие. Это деятельность человека, которая согласовывается с естественным ходом миропорядка. Вселенная порождена великим Дао, всеобщим Законом и Абсолютом, выражающим универсальное единство мира и являющимся источником гармонии и равновесия, поэтому всё в мире должно оставаться таким, как оно есть в своём естественном состоянии.
Смысл человеческой жизни состоит в познании Дао, следовании ему и слиянии с ним. Для этого человек должен отвлечься от мира форм и красок, от ненужных волнений мысли и духа. Главные добродетели человека, согласно Лао-цзы, — любовь, умеренность и смирение.